# NGC 1009
NGC 1009 è una galassia a spirale vista di taglio situata nella costellazione della Balena, a una distanza di circa 269 milioni di anni luce dalla nostra Via Lattea.

## Scoperta
La galassia è stata scoperta il 1º gennaio 1886 dall'astronomo statunitense Edward D. Swift.

## Descrizione
NGC 1009 ha una classe di luminosità II e presenta una larga riga a 21 cm dell'idrogeno neutro.